# Gente impresentable
Gente impresentable  es el segundo disco de la banda de rock Celtas Cortos, de Valladolid (España).
Fue publicado en 1990 por la discográfica Twins y producido por Juan Ignacio Cuadrado. En este álbum la banda introduce por primera vez letras en algunas de sus canciones (cinco de los once temas) interpretadas por Jesús Cifuentes y además dejan de lado la predominancia exclusiva del folk de anteriores trabajos, adoptando estilos mucho más modernos como el rock, el rap, el reggae o el heavy metal.
Las cifras de ventas superaron las 180 000 copias gracias a canciones que con el tiempo pasaron a convertirse en clásicos de la banda como La senda del tiempo o Gente impresentable.

## Lista de canciones
1. ¿Qué voy a hacer yo? - 3:20
Letra: Jesús Hernández Cifuentes. Música: Jesús Hernández Cifuentes, Nacho Martín.
2. Odín - 4:57
Música tradicional / Celtas Cortos.
3. La senda del tiempo - 4:31
Letra: Jesús Hernández Cifuentes. Música: César Cuenca.
4. Correcaminos - 3:40
Música tradicional / Nacho Martín.
5. Si no me veo no me creo - 3:41
Letra: Jesús Hernández Cifuentes. Música: Nacho Martín, Jesús Hernández Cifuentes.
6. El Tío Molonio - 4:26
Música tradicional / Celtas Cortos.
7. Hacha de guerra - 3:17
Música: Nacho Martín.
8. Haz turismo - 3:27
Letra: Jesús Hernández Cifuentes. Música: Jesús Hernández Cifuentes.
9. Con polkas y a lo loco - 2:45
Música tradicional / Celtas Cortos.
10. Hechizo - 3:20
Música tradicional / Celtas Cortos.
11. Gente impresentable - 3:10
Letra: Jesús Hernández Cifuentes. Música: Jesús Hernández Cifuentes.

## Créditos
- Productor ejecutivo: Paco Martín
- Productor artístico: Juan Ignacio Cuadrado
- Ingenieros de sonido: Juan Ignacio Cuadrado y Andrés Vázquez
- Grabado en: Track, febrero y marzo de 1990
- Dibujo de portada: Demi (Ángel Luis Miguel)
- Fotografía contraportada: Germán

Músicos
- Nacho Martín – Piano, sintetizador, acordeón y órgano Hammond)
- Carlos Soto – Flauta travesera, uilleann pipe y pito midi
- Goyo Yeves – Saxos soprano y tenor, y whistles
- Alberto García – Violín
- Luis M. de Tejada – Violín en “Odín” y “¿Qué voy a hacer yo?”
- Óscar García – Bajo eléctrico
- Jesús H. Cifuentes – Voz, guitarras eléctrica y acústica
- César Cuenca – Guitarra eléctrica y banjo
- Nacho Castro – Batería y percusiones

Colaboraciones especiales en “Hechizo” y “Gente impresentable”
- Manuel del Río – saxo alto
- Diego Cebrían – Trompeta
- Ignacio Garrido – Trombón